# Rudá Ricci
Rudá Guedes Moisés Salerno Ricci (Tupã, 17 de outubro de 1962) é um cientista político formado em Ciências Sociais pela Pontifícia Universidade Católica de São Paulo (PUCSP) na década de 80. Mestrado em Ciência Política pela Unicamp e Doutor em Ciências Sociais pela mesma instituição. Presidente do Instituto Cultiva em Minas Gerais.

## História
A família tinha condições de pagar pelo ensino em escolas privadas. Apesar disso, os pais de Rudá Ricci sempre optaram por matricular o filho em colégios públicos. Ao longo da vida escolar, na pequena cidade de Tupã, interior de São Paulo, ele conviveu com colegas de diversas camadas da sociedade. Educado para não fazer diferenciação, assimilou que se deve olhar a pessoa como indivíduo, independente da classe social que ela pertença.
Criado por uma família politizada – avô colaborador do PSB, tios do PCB, avó feminista, pai progressista e mãe católica –, Rudá leu Karl Marx já aos 15 anos. Juntamente com as interpretações, vieram as ações. A militância teve início quando, inconformado com o uniforme do colégio – que, além de toda a vestimenta, arrematava com um desidratante guarda-pó –, reuniu colegas e fez um abaixo-assinado. Hoje, o ato pode parecer banal. Mas a revolta valeu uma denúncia ao Serviço de Ordem Política e Social (Sops), braço do temido Dops no interior. Eram os tempos da Ditadura Militar.
Na década de 1980, a política nacional efervescia. Na PUC-SP, Paulo Freire, recém-chegado do exílio, iluminava as mentes estudantis. Rudá, que passou no vestibular de Direito, mas migrou para Ciências Sociais, deu um jeito de assistir as aulas do mestre na pós-graduação quando ainda era calouro. Mesmo sem estar matriculado, teve que seguir o cronograma para continuar a assistir as aulas, exigência de Freire. Não demorou para entrar na equipe do professor, que oferecia cursos nas periferias paulistas para a alfabetização de empregadas domésticas e porteiros.
Em 1992, concluiu o mestrado sobre a representação sindical no Brasil pela Unicamp e montou o programa de sindicalismo rural da Central Única dos Trabalhadores (CUT). No ano seguinte, Rudá mudou-se para Belo Horizonte, onde assumiu a coordenação do programa agrário da Escola Sindical 7 de Outubro, uma das mais modernas e preparadas do país. Junto ao trabalho acadêmico, foi consultor da ONU em estudos sobre o mercado de trabalho no campo e seus respectivos impactos sociais.
Cinco anos depois, começou a construir sua tese de doutorado, ao abordar os movimentos sociais rurais e a concepção de gestão pública. Obteve o título de Doutor em 2002, também pela Unicamp. Tornou-se, no ano seguinte, consultor da Empresa de Assistência Técnica e Extensão Rural de Minas Gerais (Emater), ministrando palestras e discutindo projetos. Foi também consultor do programa de educação fiscal da Receita Federal.
Rudá Ricci lecionou em cursos de graduação e pós-graduação em algumas das principais instituições de ensino superior de Minas Gerais. Entre 1994 e 2005, foi professor da PUC Minas. Passou também pela Newton Paiva, Universidade Vale do Rio Verde (Unincor) e Escola Superior Dom Hélder Câmara.
O PhD Rudá Ricci largou um debate em um programa de televisão na TV Horizonte, em Belo Horizonte (MG), após se desentender com Victor Lucchesi, presidente do PSL Jovem em Minas Gerais, por discordar do Bolsonarista,que defende a ideia de que a violência apregoada por Jair Bolsonaro na verdade era contra criminosos, não contra minorias, demonstrando assim os antagonismos da atual política brasileira.

## Militância política
Sua ligação com o Partido dos Trabalhadores (PT) vem desde sua a fundação, em 1980. Esteve na campanha das Diretas e, no ano seguinte, foi convidado para ser supervisor de uma pesquisa revolucionária sobre emprego e desemprego chamada PED, da Fundação SEADE, que confrontava a concepção de emprego do IBGE.
Dois anos depois, como membro do Centro de Estudos de Cultura Contemporânea (Cedec), transcreveu algumas narrações técnicas durante a Constituinte de 1987/1988 e foi consultor da Camargo Corrêa para cuidar da área social do Relatório de Impacto de Meio Ambiente (RIMA) e entabular reassentamentos de populações atingidas por companhias hidrelétricas.
Foi durante o mestrado, feito na Unicamp, que Rudá entrou em contato com uma ala da agricultura familiar francesa, com as Pastorais da Terra e com a Associação Brasileira de Reforma Agrária (ABRA).  Com a aproximação, a militância não tardou. Logo depois, tornou-se coordenador da ABRA de São Paulo.
Após coordenar a sub-região Oeste do Estado de São Paulo pelo PT, ainda em 1988, ajudou a eleger a primeira prefeita petista na capital paulista, Luíza Erundina, de quem foi assessor técnico de diretrizes regionais na Secretaria de Administrações Regionais, órgão similar às atuais subprefeituras da cidade. Nas eleições de 1989, Rudá foi coordenador do Programa Agrário da campanha de Luiz Inácio Lula da Silva à Presidência da República.
Com a derrota de Lula, Rudá foi convidado a participar da equipe do "governo paralelo", criado pelo PT para fiscalizar as ações de Fernando Collor. Entre os membros, estavam Fábio Konder Comparato, Paulo Freire, Mario Sergio Cortella, Marilena Chauí, Aloízio Mercadante, Antonio Candido, entre outros. Nos encontros, o objetivo era elaborar e desenvolver debates que pudessem discutir propostas de políticas públicas para o país. Pouco tempo depois, peregrinou pelo território nacional como dirigente do PT e membro efetivo do Governo Paralelo. Concomitantemente, participou, algumas vezes, das Caravanas da Cidadania, no intuito de aprofundar o conhecimento sobre a realidade brasileira. As Caravanas percorreram 359 cidades de 26 estados, ouviram e descobriram comunidades esquecidas e abandonadas, dos rincões ao litoral.
Em 2011, foi avaliador e consultor do Programa Micro Bacias (Rio Rural), implantado e financiado pelo Banco Mundial no Rio de Janeiro. Membro da Executiva Nacional do Fórum Brasil do Orçamento, que avalia toda a política orçamentária federal do país pela sociedade civil. Nesse período, foi um dos relatores da proposta de Lei de Responsabilidade Social (que se contrapõe à Lei de Responsabilidade Fiscal), que tramita na Câmara Federal. Rudá também é membro do Observatório Internacional de Democracia Participativa, com sede na Europa.

## Obras
Em 2004, publicou a história da primeira Emater do país, a de Minas, chamada ACAR. Como consequência, foi procurado pela ala esquerda dos auditores fiscais – liderado por Maria Lúcia Fattorelli – e convidado a desenvolver um programa de formação da Associação Nacional dos Auditores Fiscais da Receita Federal do Brasil (Unafisco). Como resultado, tornou-se assessor político da associação. Em 2010, lançou o livro Lulismo – Da Era dos Movimentos Sociais à Ascensão da Nova Classe Média Brasileira.
Por amalgamar aprofundamento teórico, prática de militância e vivenciar a política nacional por 35 anos, Rudá se tornou referência na ciência política. Atualmente, decodificou outra política, aflorada das manifestações de junho de 2013. No livro Nas Ruas, Rudá retoma a ideia de que o poder emana das camadas mais baixas da sociedade e por elas deve ser exercido. Em um tempo em que a polarização entre PT e PSDB parece mais que desgastada, o sociólogo busca explicar como será o remanejo das forças políticas brasileiras a partir do “acordar do gigante”. 
Seu mais recente livro, Memórias de 2014 - A eleição que não queria acabar, lançado em 2015, são artigos sobre as eleições para presidente em 2014 publicados por Rudá durante o período. 